# Biebernheim
Biebernheim ist ein Stadtteil von Sankt Goar im Rhein-Hunsrück-Kreis in Rheinland-Pfalz. Das Rheinhöhendorf liegt unmittelbar am Steilhang zum Rheintal auf der linken Rheinseite. Biebernheim war bis zum 7. Juni 1969 eine eigenständige Gemeinde, die dann im Rahmen einer Verwaltungsreform aufgelöst und in die Stadt Sankt Goar eingemeindet wurde.

## Geographie
Biebernheim liegt im auslaufenden nordöstlichen Hunsrück oberhalb des Mittelrheintals in unmittelbarer Nähe zur Burg Rheinfels. Es liegt auf einem Plateau oberhalb des UNESCO-Welterbe Oberes Mittelrheintal. Der Ortskern liegt in einer leichten Mulde, während die Gemarkung in einer teils ebenen, unbewaldeten Fläche, die bis zum Rand des Rheinengtals reicht, teils zum bewaldeten Hunsrück ansteigenden Hügellandschaft liegt. Die Kernstadt St. Goar ist ca. 1 km weit entfernt.
Zu Biebernheim gehört auch der Wohnplatz Uhlenhorst.

## Geschichte
Der Ort wurde erstmals als Biberesheim in einer Urkunde des Kaisers Ludwig I. vom 30. Januar 820 erwähnt, mit der er der Abtei Prüm den Wald bei Sankt Goar schenkte. Im Prümer Urbar aus dem Jahr 893 ist der Ort unter dem Namen Biuerheym genannt.
Biebernheim gehörte bis Ende des 18. Jahrhunderts landesherrlich zur Niedergrafschaft Katzenelnbogen, war dem Stadtgericht Sankt Goar und dem Amt Rheinfels unterstellt. Im Rahmen der rheinland-pfälzischen Kommunalreform wurde die bisher selbständige Gemeinde am 7. Juni 1969 aufgelöst und als Stadtteil in die Stadt St. Goar eingegliedert.

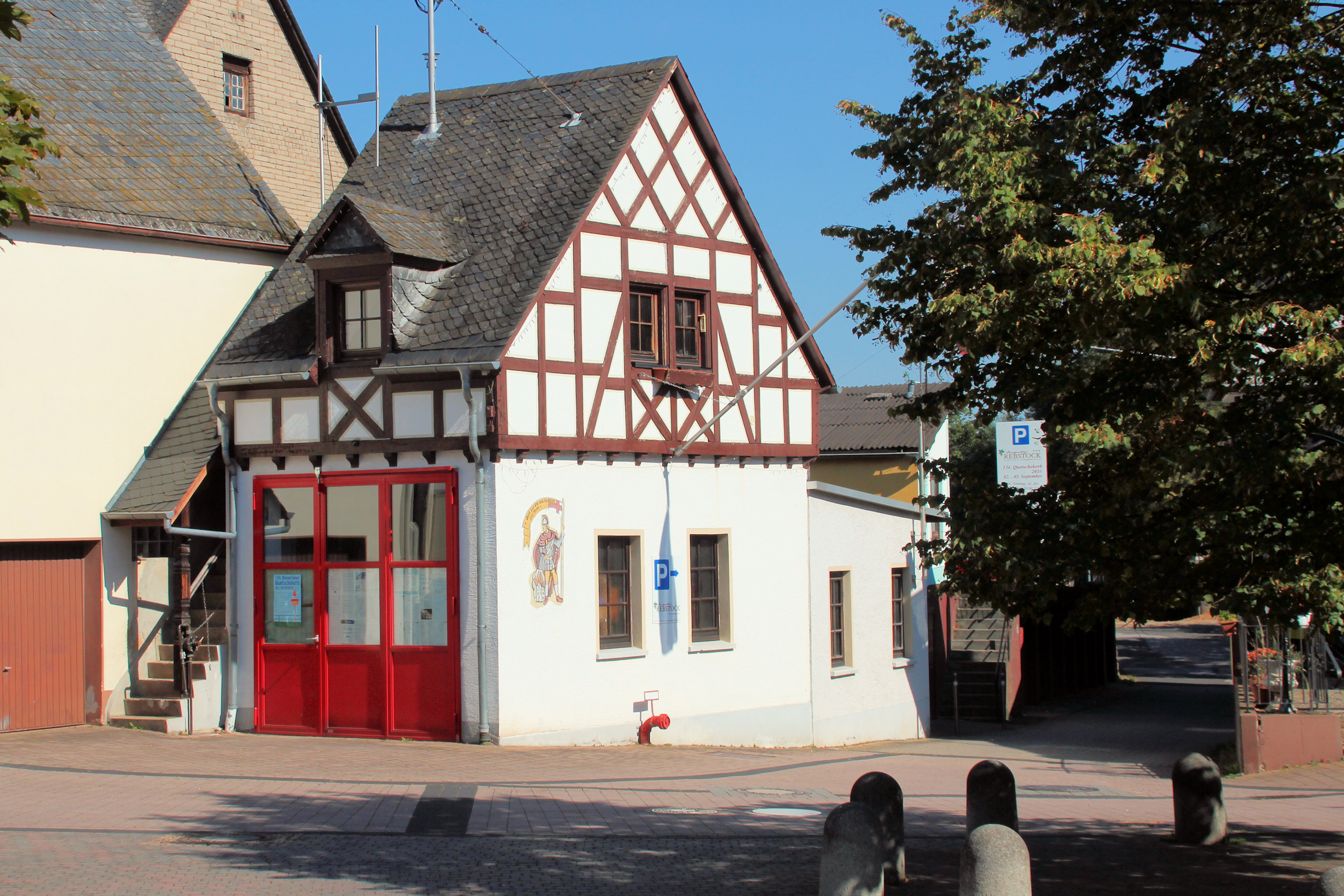
Altes Feuerwehrhaus
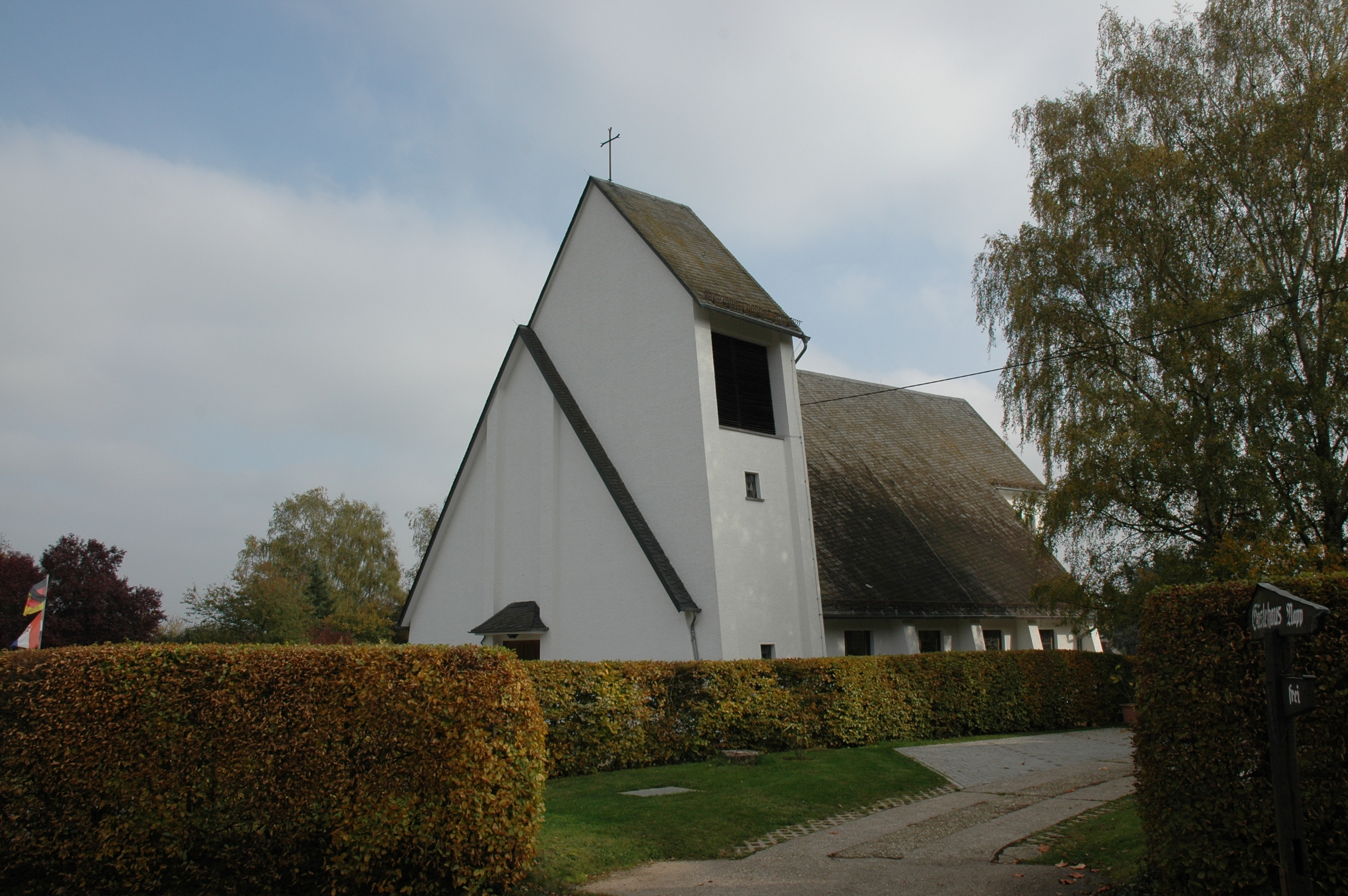
Katholische Kapelle „Maria Regina“

## Politik

### Ortsbeirat
Biebernheim ist als Ortsbezirk ausgewiesen und wird von einem Ortsbeirat und einem Ortsvorsteher politisch vertreten.
Der Ortsbeirat besteht aus neun Ortsbeiratsmitgliedern. Bei der Kommunalwahl am 9. Juni 2024 wurden die Beiratsmitglieder in einer personalisierten Verhältniswahl gewählt. Die Sitzverteilung im gewählten Ortsbeirat:
| Wahl | SPD | CDU | Gesamt  |
| ---- | --- | --- | ------- |
| 2024 | 5   | 4   | 9 Sitze |
| 2019 | 6   | 3   | 9 Sitze |
| 2014 | 6   | 3   | 9 Sitze |
| 2009 | 6   | 3   | 9 Sitze |

### Ortsvorsteher
Thomas Rolinger (CDU) wurde am 30. August 2024 Ortsvorsteher von Biebernheim. Bei der Direktwahl am 9. Juni 2024 hatte er sich mit einem Stimmenanteil von 52,6 % gegen den bisherigen Amtsinhaber durchgesetzt.
Rolingers Vorgänger Edmund Müller-Abele (SPD) wurde bei der vorangegangenen Direktwahl am 26. Mai 2019 mit 72,91 % gewählt und damit zum Nachfolger von Peter Schneider (SPD).

## Verkehr
Durch den Ortsteil Biebernheim führt die Kreisstraße K 100, die zum Autobahnanschluss an die A 61 Ludwigshafen-Köln nahe dem ca. 7 km entfernt liegenden Pfalzfeld führt und von der Bundesstraße 9 im Rheintal abzweigt.

## Veranstaltungen
Die Biewerumer Quetschekerb ist ein Fest, welches seit mehr als 125 Jahren alljährlich über vier Tage am ersten Wochenende im September in Biebernheim (ugs. Biewerum) gefeiert wird.